# Rue Legraverend
La rue Legraverend est une voie située dans le quartier des Quinze-Vingts du 12e arrondissement de Paris.

## Situation et accès

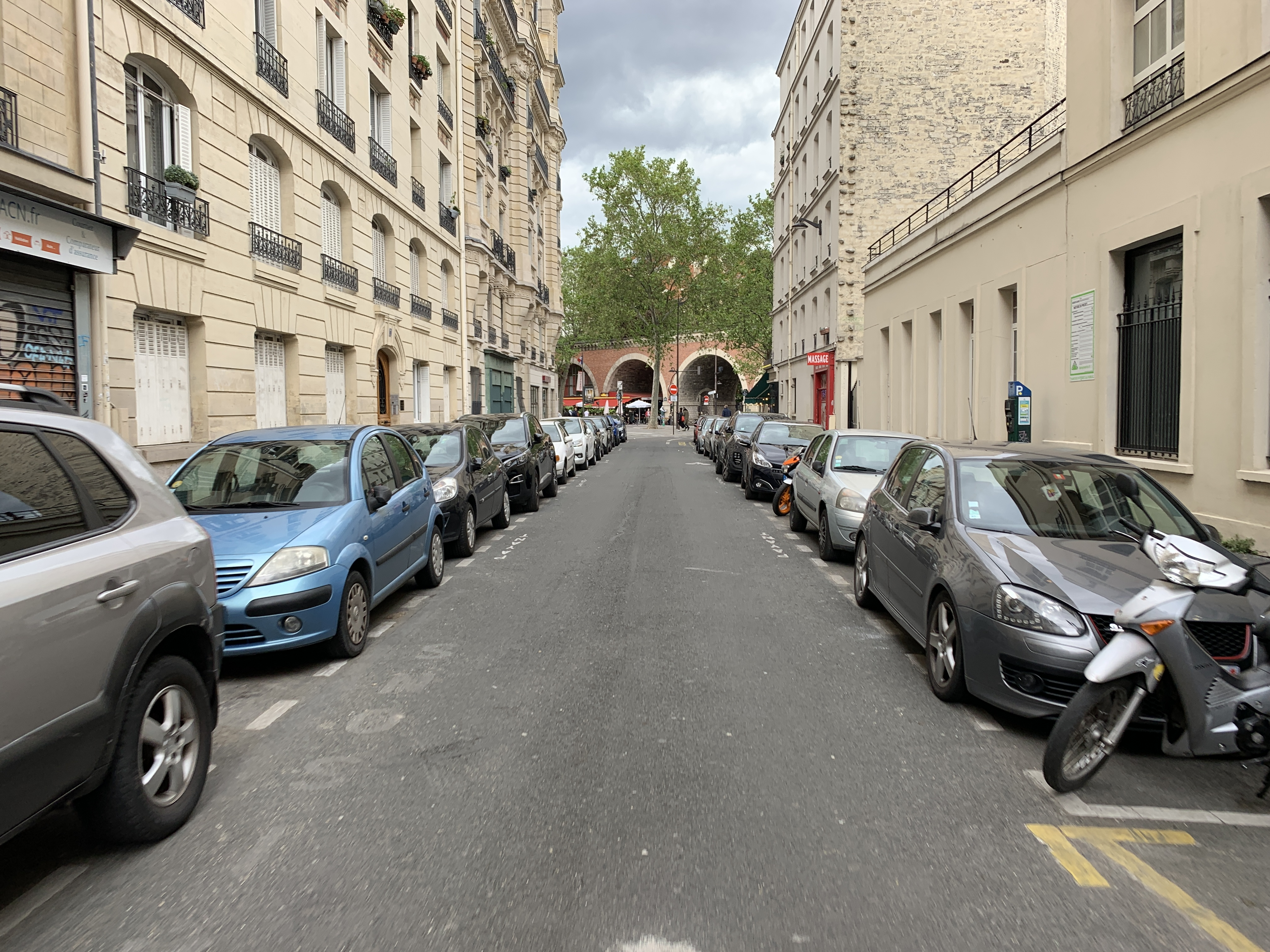
La rue en mai 2021.

La rue Legraverend est accessible à proximité par la ligne de métro 1 à la station Gare de Lyon.

## Origine du nom
Elle porte le nom du criminologue et député d'Ille-et-Vilaine, Jean-Marie Emmanuel Legraverend (1776-1827), en raison de la proximité de l'ancienne maison d'arrêt Mazas.

## Historique
Cette rue est ouverte en 1840, comme pourtour de la prison Mazas. Elle prend sa dénomination actuelle par ordonnance du 5 août 1844.

## Bâtiments remarquables et lieux de mémoire
- L'entreprise Charbonnages de France y avait son siège.
- N°5 : immeuble de l'architecte P. Schroeder achevé en 1903.
- N°9-11 : immeuble d'angle des rues Abel (n°10, 12) et Legraverend (n°9, 11) des architectes Joseph Charlet et Étienne Perrin achevé vers 1912.

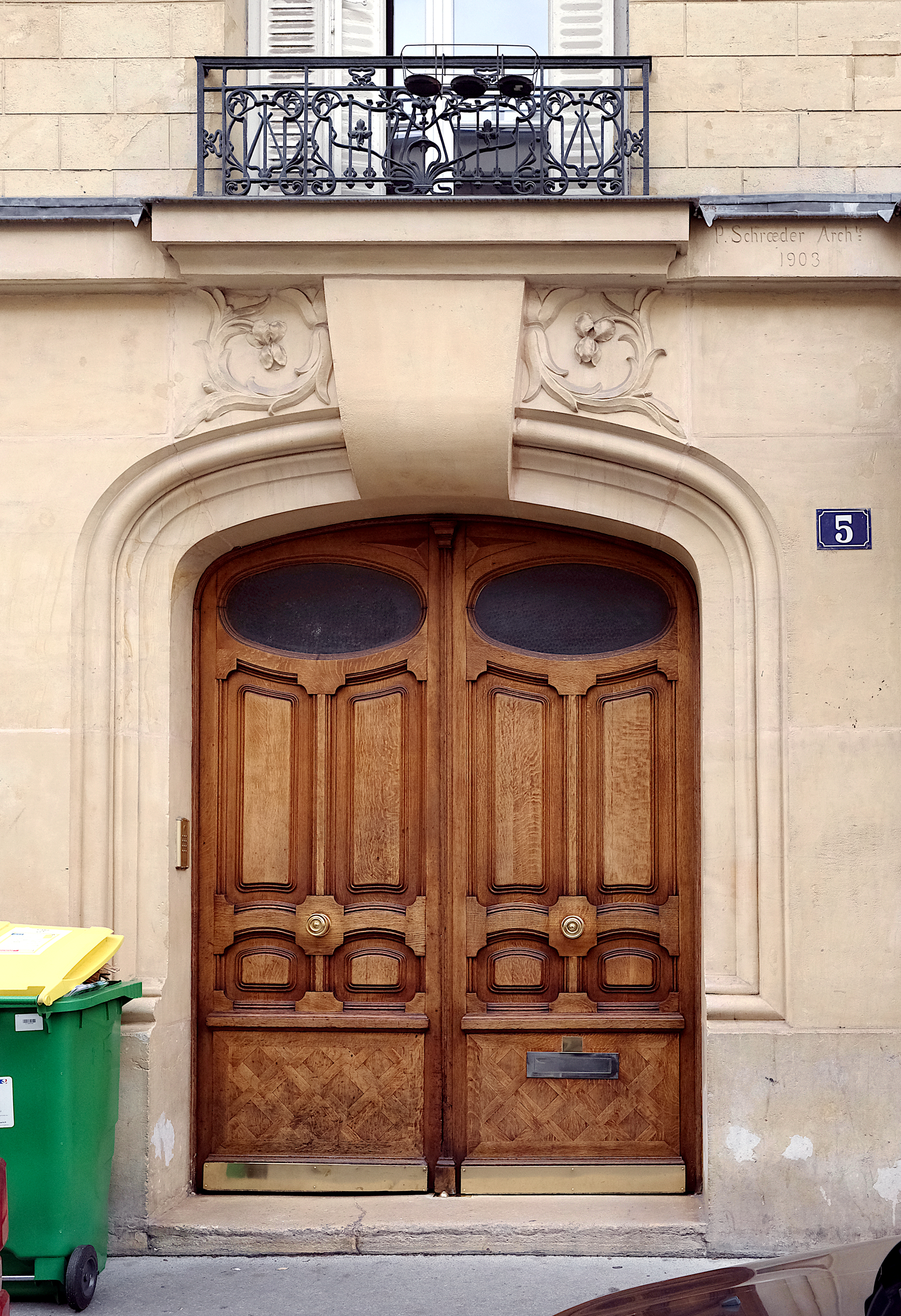
N°5 : immeuble de 1903 par l'architecte P. Schroeder.
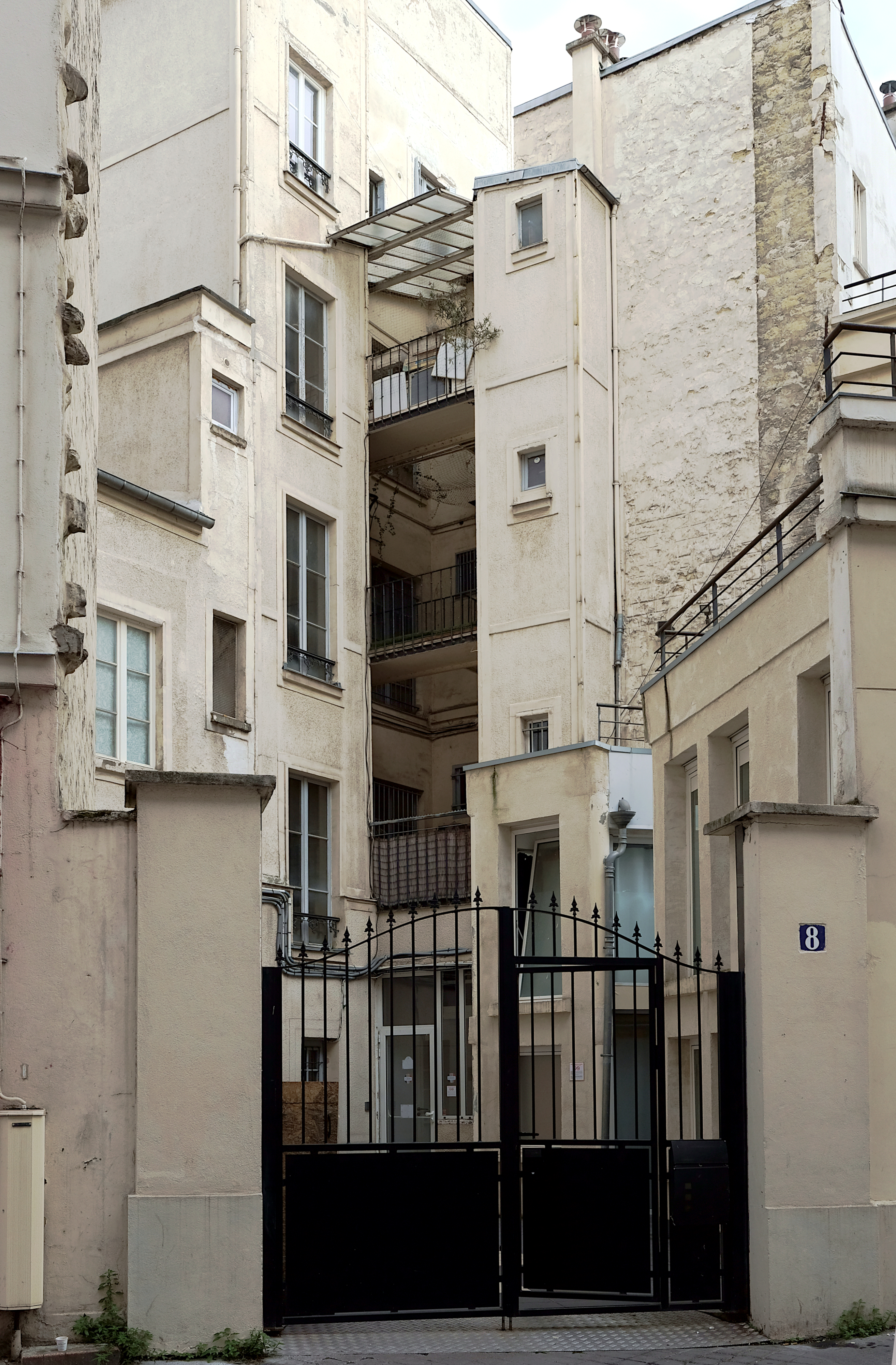
N°8 : vieux immeubles avec cour.